# Aleksandr Korkin
Aleksandr Nikolayevich Korkin (em russo:  Александр Николаевич Коркин; 3 de março de 1837 — São Petersburgo, 1 de setembro de 1908) foi um matemático russo.

## Publicações selecionadas
- Korkine A., Zolotareff G. (1872). «Sur les formes quadratiques positives quaternaires». Math. Ann. 5 (4): 581–583. doi:10.1007/BF01442912
- Korkine A., Zolotareff G. (1873). «Sur les formes quadratiques». Math. Ann. 6 (3): 366–389. doi:10.1007/BF01442795
- Korkine A., Zolotareff G. (1877). «Sur les formes quadratiques positives». Math. Ann. 11 (2): 242–292. doi:10.1007/BF01442667